# Sistema bibliotecario Valle dei Santi
Il Sistema bibliotecario Valle dei Santi è costituito dall'insieme dei servizi bibliotecari dei comuni associati ed interconnessi tra loro da specifiche relazioni dettate nell'Associazione bibliotecaria intercomunale (ABI) Valle dei Santi, fondata nel 1999.
Esso è nato nel Lazio meridionale, in provincia di provincia di Frosinone, attraverso una convenzione tra i cinque comuni di Aquino, Ausonia, San Giorgio a Liri, Pignataro Interamna e Sant'Apollinare, in un territorio, cioè, con una popolazione di oltre 15 000 abitanti, e un patrimonio librario di oltre 24.000 volumi.
Il Sistema bibliotecario, giovane e in continua crescita, si pone geograficamente al meridione della grande regione Lazio, nella provincia di Frosinone a contatto con la provincia di Latina e la provincia di Caserta, in una valle delimitata dai monti Aurunci e dal fiume Garigliano e Liri, all'ombra del monastero di Montecassino.
Ad oggi le biblioteche associate sono 14 con un patrimonio librario di quasi 120.000 testi e con una popolazione di oltre 78.4000 abitanti dei comuni di:
- Aquino
- Ausonia
- Atina
- Cassino
- Castrocielo
- Coreno Ausonio
- Pico
- Pignataro Interamna
- Piedimonte San Germano
- San Giorgio a Liri Centro referente
- Sant'Ambrogio sul Garigliano
- Sant'Andrea del Garigliano
- Sant'Apollinare
- Sant'Elia Fiumerapido
- Vallemaio

Insieme al Sistema bibliotecario Valle del Sacco, affiancati dal Sistema bibliotecario Sud Pontino, costituiscono i sistemi bibliotecari della provincia di Frosinone e della provincia di Latina.

## Servizi
- prestito a domicilio
- prestito intersistemico e interbibliotecario
- attività di promozione della lettura
- centro catalografico unico
- incontri con l'autore

## Il catalogo
Il catalogo delle biblioteche associate è informatizzato e l'insieme dei patrimoni librari di ciascuna biblioteca aderente al Servizio bibliotecario nazionale (SBN), è consultabile in un catalogo online (OPAC) opportunamente predisposto su http://opac.uniroma1.it.